# Knud Christoffersen Ulfeldt
Knud Christoffersen Ulfeldt (født 1609, død 28. juli 1657) var en dansk generalkrigskommisær. Han var bror til Ebbe Jakobsen Ulfeldt.
I årene 1620-27 gik han på Sorø Skole, hvorefter han i 1627 tog ophold i London for derefter i 1628 at blive indskrevet ved universitetet i Orleans. I 1630 fik han titel af hofjunker og blev kommisioneret ved tropperne i Holsten i 1635-38. I 1639 gjorde han tjeneste som løjtnant tropperne i Skåne. Senere blev han udnævnt til general-krigszahlkommissær ved lejetropperne i Holsten og modtog som betaling herfor Tønsberg len. Han fik efterfølgende stilling som ansvarlig for rigets militære administration sammen med rigsmarsk Anders Bille.
Han lå i strid med landskommissærerne om retten til skatteopkrævninger, og trods støtte fra kongen måtte han fratræde som marskens næstkommanderende. Han fratrådte i 1646 de norske forleninger og overtog i stedet Landskrona len. Han etablerede en stærk fæstning i byen. Han ledte succesrigt forsvaret af Skåne ved krigsudbruddet i 1657, men faldt ved en træfning i Sibbarp i Osby socken (Østre Gønge herred) den 28. juli 1657, der ellers endte med dansk sejr. Der blev i 1911 rejst en mindesten over ham der.